# The Grasshopper Experiment
«The Grasshopper Experiment» es el octavo episodio de la serie The Big Bang Theory estrenado el 12 de noviembre del 2007 en los Estados Unidos y escrito por Robert Cohen, Lee Aronsohn, David Goetsch y Steven Molaro.

## Referencia al título
El título The Grasshopper Experiment (traducido al español como "El experimento del saltamontes") hace referencia a un cóctel de color verde llamado "Saltamontes" que cuando Raj lo bebe, le permite salvar su timidez y hablar con las mujeres. Parece ser un juego de palabras con el nombre de Grace Murray Hopper, matemática y pionera de las ciencias de la computación, famosa, entre otras cosas, por hacer el primer compilador que traducía un lenguaje casi natural a código máquina: al igual que Grace Hopper hizo "hablar a los computadores", el Grasshopper hace hablar a Raj

## Sinopsis
En un día soleado, Raj llega al departamento de Leonard y Sheldon con una computadora portátil en sus manos donde sus padres, el doctor y la señora V. M. Koothrappali (Brian George y Alice Amter) están conectados vía webcam para verlo. Él les presenta a sus amigos (Leonard, Sheldon y Howard). Los padres de Kootraphali lo ven alterarse al decirle que concertaron una cita con una chica llamada Lalita Gupta (Sarayu Rao), que resulta ser una amiga de su infancia. Ya que él no puede hablar con las mujeres debido a su problema patológico, Lalita llama a Raj, pero éste no sabe qué decir y el teléfono celular lo toma Howard, quien le habla a Lalita fingiendo la voz de Kootraphali. En ese momento llega Penny y les dice que obtuvo un puesto en "La Fábrica de Tartitas de Queso" como cantinera en la barra del bar, y que necesita ayuda para practicar los cócteles y combinados, así que invita a los chicos a su departamento. Una vez en casa de Penny, se sientan en la mesa de su cocina para que Penny practique diferentes tragos. Raj elige uno al azar y le toca el "Saltamontes". Pocos segundos después de ingerirlo, comienza a hablar frente a Penny y se da cuenta de que bebiendo alcohol puede hablar con las mujeres.
Ya en su cita con Lalita Gupta todo va funcionando bien, hasta que debido a los efectos del alcohol, Raj empieza a hablar demasiado. Luego Raj les presenta a sus amigos a Lalita. En eso Sheldon le dice que es muy parecida a la "Princesa Panchali", una princesa de un cuento de hadas de la India que su madre le contaba al irse a dormir. Ella, encantada, prefiere a Sheldon y se enoja con Raj por lo que Sheldon termina saliendo con Lalita Gupta frente al desconcierto de todos.
De vuelta a casa, Raj trata de explicarle a sus padres lo que pasó. Estos acusan a Sheldon, pero este explica que Raj estaba ebrio, a lo que se enojan sus padres.
Al final se ve a Sheldon en "The Cheesecake Factory" alegre, tocando el órgano y cantando animadamente, bebiendo un trago de "Cuba Libre Virgen" (Coca Cola sin ron). A la pregunta de Leonard sobre qué era efectivamente el trago, Penny responde: "Al parecer, Cuba era un poco promiscua (slutty en inglés)" y termina con Sheldon cantando frenéticamente.